# La muerte blanca
 La muerte blanca, conocida internacionalmente como Cocaine Wars (en inglés: Guerras de cocaína), es una película argentina-estadounidense de acción de 1985 dirigida por Héctor Olivera sobre el guion de Steven M. Krauser, según el argumento de David Viñas y Héctor Olivera, y protagonizada por John Schneider, Federico Luppi, Rodolfo Ranni y Kathryn Witt. Fue filmada en Eastmancolor y se estrenó el 1 de agosto de 1985.
El actor John Schneider tuvo una popularidad fugaz por su intervención en la serie televisiva Los Dukes de Hazzard, y la promoción del film hizo hincapié en su protagonismo más que en la historia en sí. Este filme fue una de las diez coproducciones que el productor estadounidense Roger Corman realizó con su estudio Rodeo Productions en Buenos Aires y en asociación con Aries Cinematográfica Argentina, en el período entre 1982 y 1990.

## Sinopsis
Un policía encubierto de la DEA se infiltra en una banda productora de cocaína en un país ficticio de América del Sur, en el cual el ejército y el mismo grupo de narcotraficantes están por dar un golpe de Estado.

## Reparto
Colaboraron en el filme los siguientes intérpretes:
| Actor               | Personaje        |
| ------------------- | ---------------- |
| Federico Luppi      | Gonzalo Reyes    |
| John Schneider      | Cliff Adams      |
| Rodolfo Ranni       | Gral. Luján      |
| Kathryn Witt        | Janet Meade      |
| Royal Dano          | Bailey           |
| Iván Grey           | Klausmann        |
| Juan Vitali         | Marcelo Villalba |
| Haydeé Padilla      | Lola             |
| Ricardo Hamlin      | Wilhelm          |
| Edgardo Moreira     | Rikki            |
| Martín Coria        | Gómez            |
| Marcos Woinski      | Pugg             |
| Jacques Arndt       | Franco           |
| Armando Capó        | Osvaldo          |
| Tom Cundom          | Chofer de Bailey |
| Hellen Grant        | Pía              |
| Arturo Noal         | Julio            |
| Héctor Rioja        | Campesino        |
| José Pablo Feinmann | Químico (cameo)  |
| Ken Edgar           | Kenny            |
| Joe Capanga         | Miguel           |
| Guillermo Marcos    | Hernando         |
| Patricia Davis      | Rosita           |
| Theodor Mc Nabey    | Reportero TV     |
| Patricia Scheuer    | Reportera TV     |
| Silvia Gallegos     |                  |

## Críticas
Carlos Archidiácomo en La Prensa escribió:

«Tiene un argumento pésimo, está mal hecha y peor actuada…la fotografía paupérrima.»

Claudio España en La Nación opinó:

«La fotografía es estupenda, tanto como sugestiva la música.»

Manrupe y Portela escriben:

«coproducción…que no sale del modelo televisivo y, que sin comprometerse demasiado, ubica la acción en un país imaginario de América del Sur. Los efectos especiales no agregan nada nuevo.»